# Philipp VII. (Waldeck-Wildungen)
Philipp VII. von Waldeck-Wildungen (* 25. November 1613 in Alt-Wildungen; ⚔ 24. Februar 1645 in Tábor in Böhmen) war der zweite, aber älteste überlebende Sohn des Grafen Christian von Waldeck-Wildungen (1585–1637) und dessen Ehefrau Elisabeth von Nassau-Siegen (1584–1661). Damit gehörte er dem Haus Waldeck an.
Philipp VII. folgte ab 1638 seinem Vater als Graf von Waldeck zu Wildungen. Sein jüngerer Bruder Johann (1623–1668) wurde als Johann II. Graf von Waldeck zu Landau.
Er wurde als Obrist von den siegreichen Schweden in der Schlacht bei Jankau gefangen und anschließend erschossen.
1639 wurde er mit dem Namen „Der Zarte“ in die Fruchtbringende Gesellschaft aufgenommen.

## Ehe und Nachkommen
Er war verheiratet mit Anna Katharina von Sayn-Wittgenstein (* 1610; † 1. Dezember 1650). Der Ehe entstammten folgende Kinder:
- Christian Ludwig (* 29. Juli 1635; † 12. Dezember 1706), Graf von Waldeck-Wildungen; ⚭ 1. Anna Elisabeth von Rappoltstein (1644–1678), ⚭ 2. Johanette von Nassau-Idstein (1657–1733)
- Josias II. (* 31. Juli 1636; ⚔ 29. Juli 1669 bei der Belagerung von Candia); ⚭ Wilhelmine von Nassau-Siegen († 1700)
- Juliane Elisabeth (* 1. August 1637; † 20. März 1707); ⚭ 27. Januar 1660 Heinrich Wolrad von Waldeck-Eisenberg (1642–1664)
- Anna Sophie (* 1. Januar 1639; † 3. Oktober 1646)
- Johanna (* 30. September 1639; † 2. Oktober 1639)
- Philippine (* 5. November 1643; † 3. August 1644)